# Palet
palet(파렛트)(일본어: パレット)는 일본의 연예기획사인 플래티넘 패스포트 소속의 여성 아이돌 그룹이다.
2012년부터 활동을 시작했으며, 멤버는 6명이다. PASSPO☆, predia의 자매 그룹이다.

## 개요
2012년 1월 14일부터 PASSPO☆의 연구생으로 활동하고 있던 8인 중
후지모토, 키미지마, 히라구치, 타케다, 오오츠카, 키모토의 6인에 이구사를 더한 7인으로 결성.
그룹명의 (palet)은 각각의 담당 컬러로,팬들을 물들인다의 의미가 담겨있다.
캐치카피(=catch+copy)=(선전문구)는 [왕도 퓨어 아이돌의 궁극형]
2013년 11월 20일에 (닛폰 콜롬비아)로부터 메이저 데뷔.
메이저 데뷔곡인「Believe in Yourself !」는 후지 TV에서 방송되고 있는
애니메이션인 토리코의 엔딩 테마에 발탁되었다.
2013년 3월 24일 오오츠카의 졸업 이래, 2014년 6월 8일에 신멤버 나카노 유미가 가입 후 7인 체제를 유지하다가
2015년 6월 21일, 키미지마, 키모토의 졸업, 7월 25일 산미니의 와타나베 마유의 가입으로 6인 체제가 되었다.
2015년 12월 28일, 아카사카Blitz에서 타케다, 나카노가 졸업하였고, 코이소, 이치노세가 신 멤버로 가입했다.

## 구성원
| 이름                       | 소개 |
| -------------------------- | --- |
| 후지모토 유이              | - 이름 : 藤本結衣 (후지모토 유이, Fujimoto yui) - 생년월일 : 1995년 1월 22일(30세) - 출생지 : 일본 도쿄도 - 색상 : 흰색 - 특이사항 : 전 캡틴 - 활동 기간 : 2012년 1월 14일 ~         |
| 히라구치 미유키            | - 이름 : 平口みゆき (히라구치 미유키, Hiraguchi miyuki) - 생년월일 : 1995년 2월 5일(30세) - 출생지 : 일본 가나가와현 - 색상 : 분홍 - 특이사항 : 캡틴 - 활동 기간 : 2012년 1월 14일 ~ |
| 이구사 리오나              | - 이름 : 井草里桜菜 (이구사 리오나, Igusa riona) - 생년월일 : 1998년 3월 28일(27세) - 출생지 : 일본 도쿄도 - 색상 : 보라 - 활동 기간 : 2012년 5월 ~                                  |
| 와타나베 마유(palet의멤버) | - 이름 : 渡邊真由 (와타나베 마유, Watanabe mayu) - 생년월일 : 1997년 9월 12일(27세) - 출생지 : 일본 가나가와현 - 색상 : 빨강 - 활동 기간 : 2015년 7월 25일 ~                         |
| 코이소 하루카              | - 이름 : 小磯陽香 (코이소 하루카, Koiso haruka) - 생년월일 : 1998년 1월 6일(27세) - 출생지 : 일본 - 색상 : 물색 - 활동 기간 : 2015년 12월 28일 ~                                     |
| 이치노세 리토              | - 이름 : 一ノ瀬りと (이치노세 리토, Ichinose rito) - 생년월일 : 2000년 1월 11일(25세) - 출생지 : 일본 - 색상 : 초록 - 활동 기간 : 2015년 12월 28일 ~                                 |

### 이전 구성원
| 이름            | 소개 |
| --------------- | --- |
| 오오츠카 히카루 | - 이름 : 大塚光 (오오츠카 히카루, otsuka hikaru) - 생년월일 : 1996년 6월 10일(28세) - 출생지 : 일본 가나가와현 - 색상 : 노랑 - 활동 기간 : 2012년 1월 14일 ~ 2013년 3월 24일  |
| 키미지마 미츠키 | - 이름 : 君島光輝 (키미지마 미츠키, Kimijima mitsuki) - 생년월일 : 1994년 8월 10일(30세) - 출생지 : 일본 도쿄도 - 색상 : 빨강 - 활동 기간 : 2012년 1월 14일 ~ 2015년 6월 21일 |
| 키모토 미즈키   | - 이름 : 木元みずき (키모토 미즈키, Kimoto mizuki) - 생년월일 : 1996년 9월 15일(28세) - 출생지 : 일본 도쿄도 - 색상 : 오렌지 - 활동 기간 : 2012년 1월 14일 ~ 2015년 6월 21일  |
| 타케다 사키     | - 이름 : 武田紗季 (타케다 사키, Takeda saki) - 생년월일 : 1996년 1월 18일(29세) - 출생지 : 일본 사이타마현 - 색상 : 물색 - 활동 기간 : 2012년 1월 14일 ~ 2015년 12월 28일     |
| 나카노 유미     | - 이름 : 中野佑美 (나카노 유미, Nakano yumi) - 생년월일 : 1998년 8월 4일(26세) - 출생지 : 일본 아이치현 - 색상 : 초록 - 활동 기간 : 2014년 6월 8일 ~ 2015년 15월 28일         |

## 음반 목록

### 싱글
■ … 10위 이내　■ … 20위 이내　■ … 30위 이내
|        | 타이틀                | 발매일    | 커플링곡 | 최고 순위 | 등장 횟수 |
| 2013년 |                       |           |          |           |           |
| 1st    | Believe in Yourself ! | 11월 20일 |          | 9위       |           |
| 2014년 |                       |           |          |           |           |
| 2nd    | Keep on Lovin' You    | 4월 23일  |          | 6위       |           |
| 3rd    | VICTORY               | 8월 27일  |          | 9위       |           |
| 4th    | Snow Distance         | 12월 10일 |          | 5위       |           |
| 2015년 |                       |           |          |           |           |
| 5th    | Time to Change        | 6월 17일  |          | 6위       |           |
| 6th    | All for One           | 9월 23일  |          | 7위       |           |

### 앨범
인디즈
■ … 10위 이내　■ … 20위 이내　■ … 30위 이내
|        | 타이틀        | 발매일    | 커플링곡 | 최고 순위 | 등장 횟수 |
| 2012년 |               |           |          |           |           |
| 1st    | Hello,palet   | 10월 10일 |          | 26위      |           |
| 2013년 |               |           |          |           |           |
| 2nd    | SEVEN DESTINY | 3월 6일   |          | 28위      |           |
| 2013년 |               |           |          |           |           |
| 3rd    | early works   | 10월 23일 |          |           |           |

메이저
■ … 10위 이내　■ … 20위 이내　■ … 30위 이내
|        | 타이틀          | 발매일  | 커플링곡 | 최고 순위 | 등장 횟수 |
| 2015년 |                 |         |          |           |           |
| 1st    | LOVE n' ROLL !! | 3월 4일 |          | 11위      |           |